# Hadena claviplena
Hadena claviplena là một loài bướm đêm trong họ Noctuidae.